# Grèce aux Jeux olympiques d'été de 1936
L'équipe olympique grecque participe aux Jeux olympiques d'été de 1936 à Berlin. Elle n'y remporte aucune médaille. Ioannis Seraidaris est le porte-drapeau d'une délégation grecque comptant 41 sportifs (40 hommes et 1 femme).